# Bridging the Gap
Bridging the Gap je druhé řadové album hiphopové skupiny Black Eyed Peas, které vyšlo v roce 2000. Album obsahuje i poměrně úspěšný song Request + Line, kde jim vypomohla i zpěvačka Macy Gray.

## Seznam písní
1. BEP Empire
2. Weekends (featuring Esthero)
3. Get Original (featuring Chali 2na)
4. Hot (featuring Kim Hill)
5. Cali to New York (featuring De La Soul)
6. Lil' Lil'
7. On My Own (featuring Les Nubians a Mos Def)
8. Release
9. Bridging the Gaps
10. Go Go
11. Rap Song (featuring Wyclef Jean)
12. Bringing It Back
13. Tell Your Mama Come
14. Request + Line (featuring Macy Gray)